# N. Richard Nash
Pour les articles homonymes, voir Nash.
N. Richard Nash, né Nathan Richard Nusbaum à Philadelphie (Pennsylvanie) le 8 juin 1913 et mort à Manhattan (New York) le 11 décembre 2000, est un écrivain et dramaturge américain connu pour l'écriture de spectacles à Broadway, dont notamment la pièce The Rainmaker (en).

## Théâtre
- 1946 : Second Best Bed
- 1948 : The Young and Fair
- 1952 : See the Jaguar
- 1954-1955 : The Rainmaker (en)
- 1956 : Girls of Summer
- 1958 : Handful of Fire
- 1960-1961 : Wildcat
- 1963-1964 : 110 in the Shade
- 1967 : The Happy Time
- 1979 : Saravá
- 1999-2000 : The Rainmaker (en) (reprise)

## Filmographie partielle

### Au cinéma
- 1947 : L'Amant sans visage (Nora Prentiss) de Vincent Sherman
- 1947 : Le Docteur et son toubib (Welcome Stranger) de Elliott Nugent
- 1948 : Deux Sacrées Canailles (The Sainted Sisters) de William D. Russell
- 1949 : Le Démon du logis (Dear Wife), de William D. Russell
- 1950 : The Goldbergs
- 1950 : L'Engin fantastique (The Flying Missile) de Henry Levin
- 1952 : Mara Maru de Gordon Douglas
- 1955 : L'Île flottante
- 1956 : Hélène de Troie
- 1956 : Le Faiseur de pluie (The Rainmaker) de Joseph Anthony
- 1959 : Porgy and Bess
- 1976 : Dragonfly
- 1986 : Bintang Kejora
- 2021 : Cry Macho de Clint Eastwood (d'après son roman du même nom)

### À la télévision
- 1953 : General Electric Theater (série TV)
- 1953 : Cavalcade of America (en) (série TV)
- 1954 : The United States Steel Hour (en) (série TV)
- 1953 : The Philco Television Playhouse (série TV)
- 1953 : Goodyear Television Playhouse (en) (série TV)
- 1954 : Lux Video Theatre (en) (série TV)
- 1956 : London Playhouse (série TV)
- 1957 : Cheyenne (série TV)
- 1958 : Matinee Theatre (série TV)
- 1963 : ITV Play of the Week (série TV)
- 1963 : BBC Sunday-Night Play (série TV)
- 1966 : Summer Fun (série TV)
- 1968 : Here Come the Brides (série TV)
- 1985 : Between the Darkness and the Dawn (TV)